# شبكة الثالوث للبث
شبكة الثالوث للبث (بالإنجليزية: Trinity Broadcasting Networ)‏ أو كما تعرف باسم (TBN) هي شبكة بث تلفزيوني مسيحية دولية. وتعتبر أيضًا أكبر شبكة تلفزيونية دينية في العالم. ويقع مقر شبكة TBN في كوستا ميسا بولاية كاليفورنيا، وتتواجد الإستوديوهات المساعدة الخاصة بها في إيرفينغ، وهيندرسونفيل، وغادسدن، وديكاتور، وميامي، وتلسا، أورلاندو ومدينة نيويورك.
إستضافت برامج شبكة TBN مجموعة متنوعة من رجالات الدين من الطوائف المسيحية التقليدية البروتستانتية والكاثوليكية، والكنائس الإنجيلية، والجمعيات الخيرية غير الهادفة للربح، واليهودية المسيانية إلى جانب الشخصيات الإعلامية المسيحية المعروفة. كما تقدم قنوات شبكة TBN مجموعة واسعة من البرامج والمسلسلات ذات المحتوى الديني والأفلام الدينية المختلفة.
تمتلك الشبكة وتدير ست قنوات لتصل إلى كل التركيبة السكانية بشكل منفصل. بالإضافة إلى الشبكة الرئيسية، تملك الشبكة قناة The Church Channel، وSmile of a Child TV التي تتوجه للأطفال والأسرة وتستعرض برامج ومسلسلات وأفلام كرتونية ذات محتوى ديني، وقناة Enlace التي تتوجه إلى الجمهور الناطق في اللغة الإسبانية من كل الأعمار؛ وقناة TBN Salsa، وقناة JUCE TV التي تتوجه إلى الشباب وتعرض برامج وموسيقى وأفلام دينية للشباب. كما تملك الشبكة العديد من الشبكات الدينية الأخرى خارج الولايات المتحدة. يرأس مات كراوتش حاليًا منصب رئيس شبكة TBN. توسعت شبكة TBN لتصل إلى 95% من الأسر الأمريكية في أوائل عام 2005.